# Experiment (čoln na konjski pogon)
Experiment je bil čoln na konjski pogon iz zgodnjega 19. stoletja. Osem konjev je poganjalo "tekalni stezi" (treadmill) podobno napravo. Novost je bil tudi uporaba propelerja, ki v tistem času še ni bil razširjen.Dosegel je hitrost okrog 4 vozle.
Živali so se zelo redko (če sploh) uporabljale v morskem transportu, so se pa konji uporabljali za vleko tovornih čolnov po vodnih kanalih. Konj je lahko v tem primeru vlekel nekajkrat večji tovor, kot bi ga lahko na vozu.